# ورزشگاه مارسلو ملانی
ورزشگاه مارسلو ملانی (به ایتالیایی: Stadio Marcello Melani) ورزشگاهی در شهر پیستویا در کشور ایتالیا است.